# Xã Newport, Quận Johnson, Iowa
Xã Newport (tiếng Anh: Newport Township) là một xã thuộc quận Johnson, tiểu bang Iowa, Hoa Kỳ. Năm 2010, dân số của xã này là 2.169 người.